# Курако, Дмитрий Владимирович
Дмитрий Владимирович Курако (род. 8 июля 1995 года) — российский пловец в ластах, заслуженный мастер спорта России.

## Карьера
Учился в СибГАУ имени Решетнёва. Тренируется в красноярской «Академии летних видов спорта». Тренеры — И. А. Толстопятов и А. Н. Лисовик.
На чемпионате мира 2018 года на дистанции 400 м в классических ластах Дмитрий завоевал золотую медаль и установил мировой рекорд. На дистанции 200 м был вторым.
Приказом министра спорта № 149-нг от 20 ноября 2019 года удостоен звания «Заслуженный мастер спорта России». Основанием послужили высокие результаты на международной арене. На чемпионате мира 2018 года завоевал золото (на дистанции 400 метров) и серебро (на дистанции 200 метров).